# خيرمان غاريدو
خيرمان غاريدو (بالإسبانية: Germán Garrido)‏ هو لاعب غولف إسباني، ولد في 15 يونيو 1948 في مدريد في إسبانيا.

## وصلات خارجية
- خيرمان غاريدو على موقع رابطة أوروبا للاعبي الغولف المحترفين (الإنجليزية)